# 17208 Pokrovska
17208 Pokrovska è un asteroide della fascia principale. Scoperto nel 2000, presenta un'orbita caratterizzata da un semiasse maggiore pari a 2,7326839 UA e da un'eccentricità di 0,0371274, inclinata di 5,62238° rispetto all'eclittica.